# FFS Cuplea
Le FFS Cuplea est un navire de recherche halieutique  (FFS, en allemand : Fischerieforschungsschiff) du Ministère fédéral de l'Agriculture (Allemagne). Le gestionnaire nautique est
l'Agence fédérale de l'agriculture et de l'alimentation (Bundesanstalt für Landwirtschaft und Ernährung BLE).
Le navire est avant tout disponible pour l’Institut Johann Heinrich von Thünen.

## Historique
Le navire a été construit par le chantier naval Fassmer  à Berne. La pose de la quille a eu lieu le 21 octobre 2010. Le navire a été baptisé le 15 septembre 2011 à Berne. La marraine était alors la ministre fédérale de l'Alimentation, de l'Agriculture et de la Protection des consommateurs, Ilse Aigner. L'achèvement du navire a eu lieu en octobre 2011.
Après que le navire a initialement passé des tests comparatifs avec le navire prédécesseur après avoir été remis au ministère, il est utilisé pour la recherche sur les pêches dans les mers du Nord et de la Baltique.
Le navire de recherche halieutique (en allemand Fischereiforschungsschiff FFS) Cuplea remplace le navire de recherche halieutique du même nom Cuplea, utilisé depuis 1949. Il porte le nom de Clupea, une sorte de hareng.

## Données techniques
Il est propulsé par un moteur à quatre temps à huit cylindres fabriqué par Guascor Power d'une puissance de 478 kW. Le moteur agit sur une hélice à pas variable. Le navire atteint une vitesse de 11 noeuds. Il dispose aussi d'un propulseur d'étrave d'une puissance de 98 kW .
Il dispose d'une grue, de trois treuils à chalut et deux moulinets à filet. Le pont arrière est modulaire afin de positionner les treuils différemment. A bord deux laboratoires sont disponibles. Le navire est équipé de six cabines dans lesquelles six membres d'équipage et quatre scientifiques peuvent être accueillis.

## Galerie

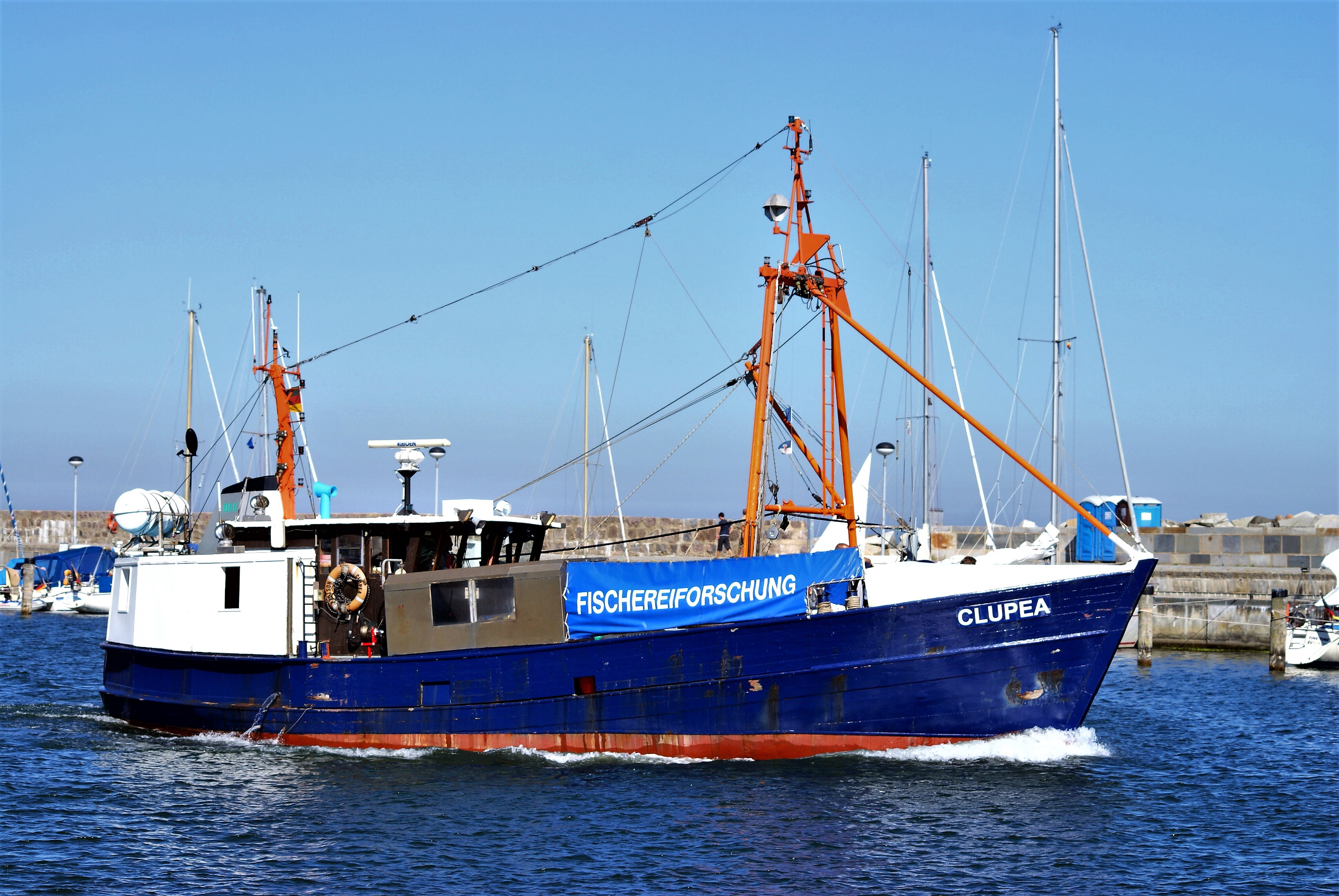
Cuplea de 1949
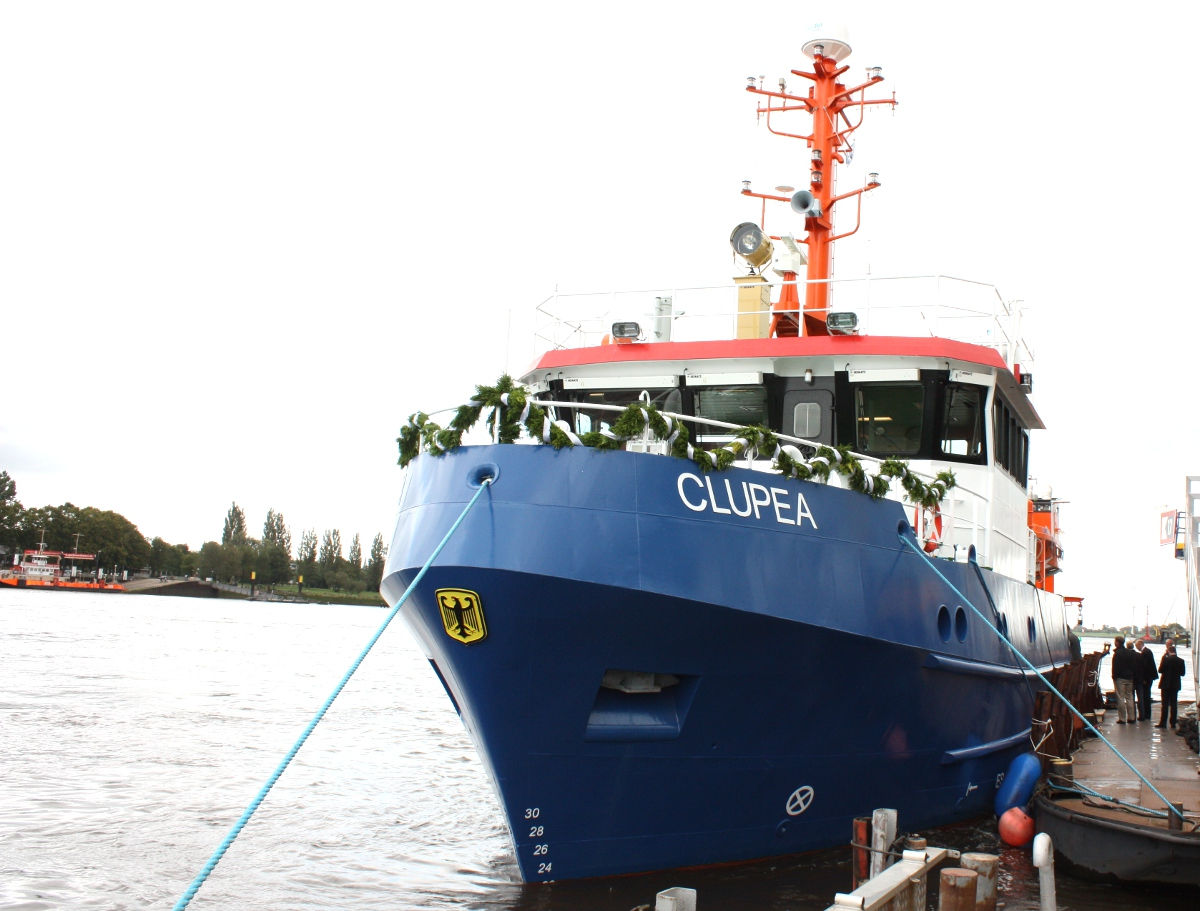
FFS Cuplea
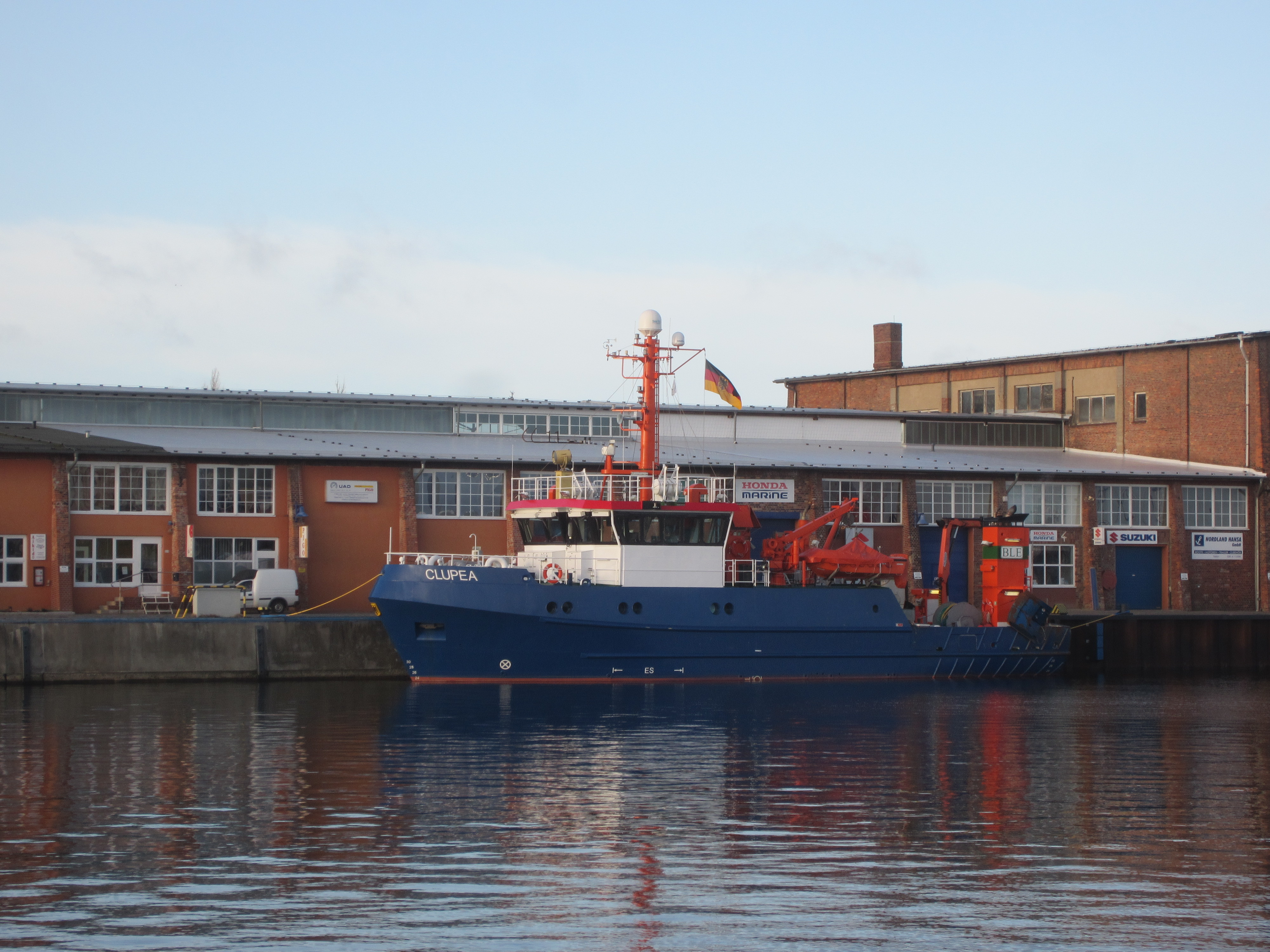
FFS Cuplea

### Note et référence
1. ↑  Thünen Institut

- (de) Cet article est partiellement ou en totalité issu de l’article de Wikipédia en allemand intitulé « Cuplea (Schiff, 2011) » (voir la liste des auteurs).